# Itererande funktionssystem

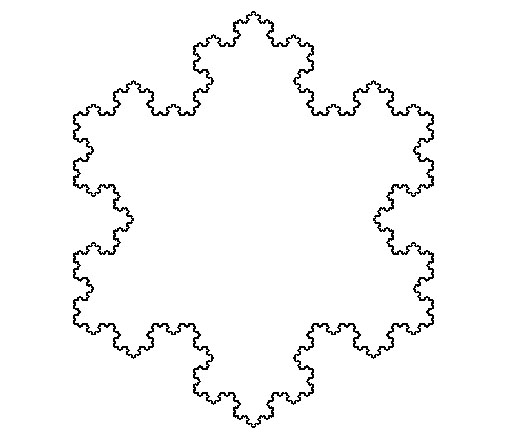
von Kochs snöflinga skapad med IFS

Itererande funktionssystem, eller IFS (eng; iterated function system), ett system bestående av en eller flera linjära eller icke-linjära transformationer som vid upprepad beräkning konvergerar en parameter i valfritt antal dimensioner mot en fraktal. IFS kan användas för att producera avbildningar av naturliga fraktaler såsom grenar, löv eller blommor med enkla metoder.
Några exempel:
| Drakkurva  | Ormbunksblad | Juliamängden  |
| Drakkurva. | Ormbunke.    | Juliamängden. |

## Definition
Välj n antal olika uppsättningar regler för hur parametern skall transformeras och låt sedan ett slumpmässigt valt heltal vara index för vilken regeluppsättning som skall brukas i nästa iteration. Var och hur man sedan utför transformationerna kan variera, vanligen används datorgrafik men även kopieringsmaskiner kan användas i den så kallade "xeroxmetoden" plus ytterligare ett antal metoder. "Parametern" som transformeras behöver nödvändigtvis inte vara en punkt utan kan lika gärna vara en linje, cirkel (som i Cantordammet till höger) eller något annat objekt.
Exempel:

Den allra enklaste fraktalen av dem alla cantordammet kan man skapa i en dimension med hjälp av ett IFS med två olika regeluppsättningar som endast består av skalning och translation, skalningen är dessutom samma för båda reglerna:
{\displaystyle s=1/3}
{\displaystyle a_{0}=-2/3}
{\displaystyle a_{1}=2/3}
{\displaystyle x}n+1{\displaystyle =sx_{n}+a_{i}}
Se: Cantordamm för en utförligare beskrivning.

### Fler metoder

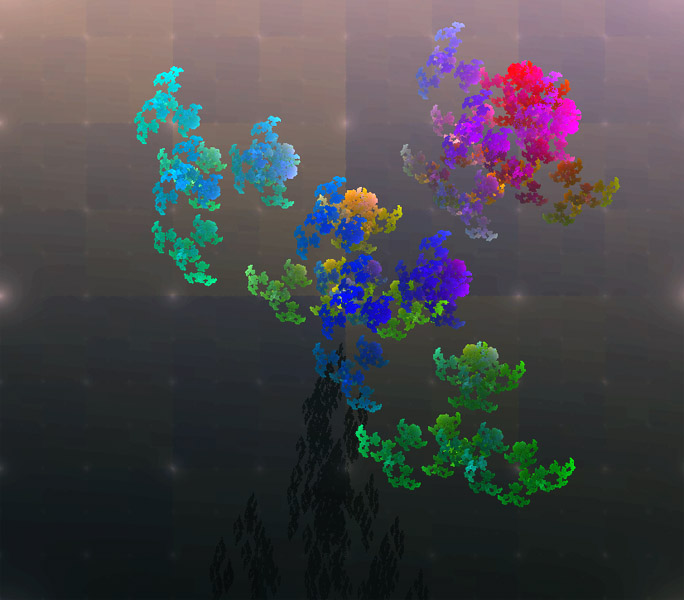
Birds! är en fraktal som skapats med ett IFS i tre dimensioner.

Se artikeln Fraktal för den metod för itererade funktionssystem som vanligen brukas när datorgrafik används. Där beskrivs hur en bild av ett ormbunksblad kan skapas med IFS. Se Sierpinskitriangel för en enkel metod som kallas "slumpvandring" och Juliamängden för hur en rotutdragning i två dimensioner, där slumpen avgör vilken av de två rötterna som skall brukas i nästa steg, skapar icke-linjära konvergenser mot Juliamängdens rand.